# Yucaipa
Yucaipa is een plaats (city) in de Amerikaanse staat Californië, en valt bestuurlijk gezien onder San Bernardino County.

## Demografie
Bij de volkstelling in 2000 werd het aantal inwoners vastgesteld op 41.207.
In 2006 is het aantal inwoners door het United States Census Bureau geschat op 50.223, een stijging van 9016 (21,9%).

## Geografie
Volgens het United States Census Bureau beslaat de plaats een oppervlakte van
71,9 km², geheel bestaande uit land. Yucaipa ligt op ongeveer 560 m boven zeeniveau.

## Plaatsen in de nabije omgeving
De onderstaande figuur toont nabijgelegen plaatsen in een straal van 24 km rond Yucaipa.